# جيراردو ماسيني
جيراردو ماسيني (بالإسبانية: Gerardo Masini)‏ هو لاعب كرة قدم أرجنتيني في مركز الهجوم، ولد في 31 ديسمبر 1982 في كيبوليتي في الأرجنتين. لعب مع إنديبندينتي ونادي بوتنزا ونادي تيرامو ونادي ريميني ونادي ساليرنيتانا ونادي سمورة.